# Makanruši
Makanruši (in russo Маканруши; conosciuta anche come Makanru o Macansu; in giapponese 磨勘留島, Makanru-tō) è un'isola russa che fa parte dell'arcipelago delle Isole Curili ed è situata nel Mare di Ochotsk. 
Amministrativamente fa parte del Severo-Kuril'skij rajon dell'oblast' di Sachalin, nel Circondario federale dell'Estremo Oriente. Il suo nome viene dalla lingua ainu. L'isola è disabitata.

## Geografia
L'isola si trova nella parte settentrionale delle isole Curili, a nord-ovest di Onekotan, da cui è separata dallo stretto di Evreinov (пролив Евреинова), largo 28 km.
L'isola è la parte emersa di uno stratovulcano spento, il monte Makanruši (гора Маканруши), la cui altezza è di 1.169 m s.l.m.; l'isola ha una forma ovale, con una lunghezza di 10 km e una larghezza di 7,5 km. La sua superficie è di 49 km². Makanruši si allunga verso sud con una piccola penisola, che termina in capo Poludennyj (мыс Полуденный), a ovest della quale, nell'insenatura Vostok (бухта Восток), che offre un buon ancoraggio, sfocia un corso d'acqua dolce, il Pit'evoj (Питьевой); tutti gli altri corsi d'acqua dell'isola contengono molto zolfo.
A ovest, a una distanza di 20 km, si trovano gli scogli Avos' (скалы Авось).

## Fauna e flora
Sull'isola ci sono volpi e piccoli roditori e sulla costa i leoni marini di Steller. Sono presenti macchie di ontani e, vicino alla costa: rovo artico, giglio martagone, ortica, e specie di Empetrum e Veratrum; le rive sono ricoperte di Laminaria, una specie delle alghe brune.

## Storia
Makanruši sembra non essere mai stata abitata. Appare su una mappa ufficiale dei territori del clan Matsumae, un dominio feudale del periodo Edo in Giappone (1644), domini confermati ufficialmente dallo shogunato Tokugawa nel 1715.
Successivamente la sovranità passò all'Impero russo, in base ai termini del Trattato di Shimoda nel 1855.
Nel 1875, la sovranità fu trasferita all'Impero giapponese con il Trattato di San Pietroburgo insieme al resto delle isole Curili. Amministrativamente l'isola faceva parte della sottoprefettura di Nemuro, nella prefettura di Hokkaidō.
Dopo la seconda guerra mondiale, l'isola passò sotto il controllo dell'Unione Sovietica e attualmente fa parte della Federazione Russa.

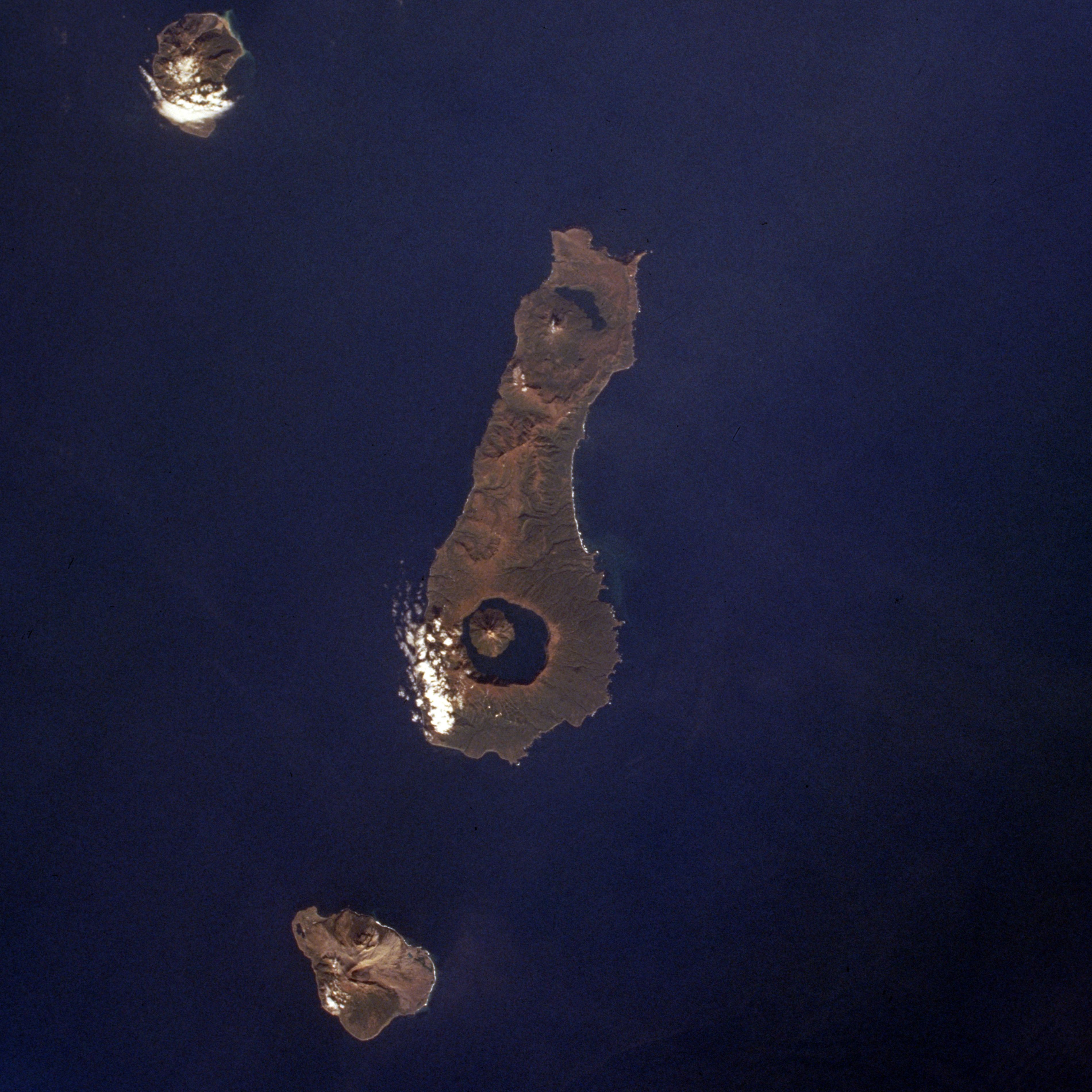
Onekotan (al centro), con Makanruši in alto a sinistra e Charimkotan in basso.